# 瓦達伊區
瓦達伊區（阿拉伯语：‎）是乍得的一個大區，位於該國東部，東鄰蘇丹西達爾富爾省。
首府阿貝歇。2008年由西拉區自本區分出。下分四省。
1. ↑   (PDF) (报告). INSEED: 24. March 2012  [10 March 2017]. （原始内容 (PDF)存档于24 September 2015）.